# Grânulo (astronomia)

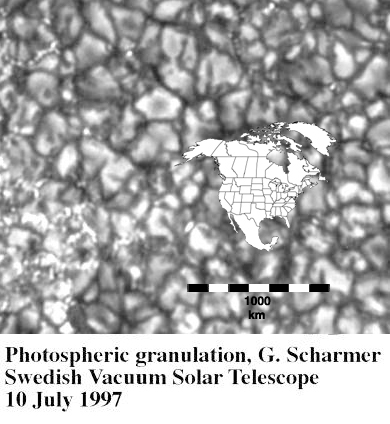
Células de convecção no Sol, com a América do Norte como referência de tamanho.

Grânulos são características na fotosfera do Sol, criadas por células de convecção do plasma da zona de convecção do Sol. A aparência granular da fotosfera solar é produzida pelos topos destas células, e é chamada de granulação. Possuem cerca de mil km de diâmetro, e cobrem todo o Sol com exceção das manchas solares.